# Kevin Grevey
Kevin Michael Grevey (Hamilton, 12 maggio 1953) è un ex cestista statunitense, professionista nella NBA.

## Carriera
Venne selezionato dai Washington Bullets al primo giro del Draft NBA 1975 (18ª scelta assoluta).

## Palmarès
- NCAA AP All-America Second Team (1975)
- Campionato NBA: 1

Washington Bullets: 1978